# Yunieska Robles
Yunieska Robles Batista (ur. 21 marca 1993) – kubańska siatkarka, grająca na pozycji rozgrywającej, przyjmującej i atakującej.

## Przebieg kariery
| 2009–2012                 | Isla de la Juventud |
| 2010–2011                 | Santiago De Cuba    |
| 2012–2013                 | Lokomotiv Bileceri  |
| 2013–2014                 | Azerrail Baku       |
| 2015                      | Al-Ahly             |
| 2015–2016                 | Astana              |
| 2016–2018                 | Altay VC            |
| 2018–2021                 | Zhetyssu            |
| 2021 (do 12.2021)         | AO Lamia 2013       |
| 2021–2022 (od 31.12.2021) | Volleyball Wrocław  |

## Sukcesy klubowe
Mistrzostwo Kuby:
- 2011

Superpuchar Kazachstanu:
- 2016, 2017, 2018, 2019

Mistrzostwo Kazachstanu:
- 2017, 2018, 2020
- 2019, 2021

Puchar Kazachstanu:
- 2018

## Sukcesy reprezentacyjne
Mistrzostwa Ameryki Północnej, Środkowej i Karaibów Juniorek:
- 2010

Puchar Panamerykański Juniorek:
- 2011